# Polska Lotnicza Eskadra Pomocy Etiopii
Polska Lotnicza Eskadra Pomocy Etiopii (PLEPE, ang. Polish Relief Helicopter Squadron in Ethiopia) – wydzielony kontyngent wojskowy Wojsk Lotniczych Sił Zbrojnych Polskiej Rzeczypospolitej Ludowej w ramach operacji humanitarnej, prowadzący działania w latach 1985–1987 przy udziale MCK. W pomocy humanitarnej udział brały także RFN, NRD, Kanada, Francja, ZSRR, Wielka Brytania, USA i rząd Etiopii.

## Historia
Klęska głodu w Etiopii spowodowała reakcję społeczności międzynarodowej poprzez pomoc humanitarną w celu uratowania milionów mieszkańców tego kraju. Do akcji dołączyła też Polska, której rząd postanowił wysłać w rejon klęski głodu zespół śmigłowców. Jako pierwszy do Addis Abeby w listopadzie 1984 przybył główny inżynier Wojsk Lotniczych, płk pil. Antoni Milkiewicz, który na miejscu zapoznał się z sytuacją, oraz zaproponował potencjalne lotniska śmigłowców oraz oznakę rozpoznawczą tej lotniczej jednostki wojskowej.
Jednostkę wojskową nazwano Polską Lotniczą Eskadrą Pomocy Etiopii. Powołana została Zarządzeniem Dowódcy Wojsk Lotniczych Pf 153 z dnia 27 listopada 1984. W tym czasie trwały już przygotowania jednostki do działań na terenie obcym dla SZ PRL. Statkiem Polskich Linii Oceanicznych MS Wislica z 3 Mi-8 (przemalowanymi na biało z domalowanym symbolem Czerwonego Krzyża, po protestach zastąpionym przez biało-czerwone szachownice Wojsk Lotniczych) i trzema technikami lotniczymi obsługi wypłynął z portu Gdyni 2 stycznia 1985. MS Wislica dobiła do portu Assab 28 stycznia, a zasadnicza część 22-osobowej załogi pododdziału (głównie z 37 Pułku Śmigłowców Transportowych) ze sprzętem i zaopatrzeniem dotarła do stolicy Etiopii 10 lutego, kiedy także osiągnęła gotowość do działań. Te polegały na:
- transporcie ludzi do rejonów wydzielonych do nowego osadnictwa
- transporcie pomocy humanitarnej w poszkodowane rejony
- zrzucie zboża na pola i inne, niedostępne miejsca (amby), objęte klęską głodu

Rozpoczęli je już dzień później.
PLEPE (nazwa kodowa White Eagle) wykonywała swoje zadania w ramach wspólnej operacji z udziałem członków ONZ i rządu etiopskiego pod nazwą Tesfa (Nadzieja) – oprócz niej działali w jej m.in. Brytyjczycy (UKMAMS prowadzący Operation Bushel) i Niemcy z RFN (Operation Deutsche Nadel). Pododdział stacjonował w bazie Lideta pod Addis Abebą, tuż obok  jednostek wojskowych ZSRR i Etiopii, które użyczały zaopatrzenia Eskadrze oraz zapewniały ochronę polskiej jednostce (ta okazała się szczególnie przydatna nocy 3 na 4 sierpnia, kiedy to ostrzelano polskie i etiopskie Mi-8).
Początkowo powrót eskadry do Polski planowano na maj 1985, lecz postanowiono o przedłużeniu jego stacjonowania do lipca. Wtedy też miało następować jego stopniowe rotowanie. Zadania pozostały niezmienne i II zmiana wykonywała je do lutego 1986, kiedy to, podobnie jak siły inny państw, został wycofany do Polski.
Lecz sytuacja w Etiopii wciąż była tragiczna i Rada Ministrów Zbigniewa Messnera ponownie postanowiła użyć tej jednostki wojskowej. Jej III zmiana do Rogu Afryki została przemieszczona w czerwcu 1986. Liczyła ona ponownie 3 Mi-8 (ale inne maszyny niż w poprzednich zmianach) i tym razem 26 pilotów i techników, operujących z Alem Katema. Okres jej działania początkowo miał się zakończyć w grudniu, jednak został on przesunięty na marzec. Pierwsi żołnierze z IV zmiany do bazy zaczęli już przybywać w lutym 1987. Oprócz obozu w Alem Katemie pododdział działał wtedy także z Mahel Medy. IV zmiana była też ostatnią, ostatni polscy żołnierze Etiopię opuścili 30 czerwca 1987.

### Zmiany
Czas trwania, dowódcy, jednostka wystawiająca oraz liczebność poszczególnych zmian:
| Zmiana | Początek | Koniec  | Dowódca                        | Śmigłowce | Wystawiająca | Liczebność |
| ------ | -------- | ------- | ------------------------------ | --------- | ------------ | ---------- |
| I      | 02.1985  | 06.1985 | płk pil. Kazimierz Pogorzelski | 3 Mi-8    | 37 pśtr      | 22         |
| II     | 06.1985  | 02.1986 | płk pil. Kazimierz Chojnacki   | 3 Mi-8    | 37 pśtr      | 22         |
| III    | 06.1986  | 02.1987 | płk pil. dypl. Józef Gomółka   | 3 Mi-8    | 37 pśtr      | 26         |
| IV     | 02.1987  | 06.1987 | płk pil. dypl. Jan Soroka      | 3 Mi-8    | 37 pśtr      | 26         |